# Vilar de Santos
Vilar de Santos település Spanyolországban, Ourense tartományban. Vilar de Santos Allariz, Sandiás, Xinzo de Limia, Porqueira és Rairiz de Veiga községekkel határos. Lakosainak száma 795 fő (2024).

## Népesség
A település népessége az elmúlt években az alábbi módon változott:
| Lakosok száma | 1016 | 1004 | 1002 | 991  | 922  | 922  | 850  | 820  | 792  | 795  |
|               | 2001 | 2004 | 2007 | 2009 | 2012 | 2014 | 2017 | 2019 | 2022 | 2024 |